# Euphylidorea paeneadusta
Euphylidorea paeneadusta là một loài ruồi trong họ Limoniidae. Chúng phân bố ở miền Tân bắc.